# 95ª Brigata d'assalto aereo "Polesia"
La 95ª Brigata d'assalto aereo autonoma "Polesia" (in ucraino 95-та окрема десантно-штурмова Поліська бригада?, 95-ta okrema desantno-šturmova Polis'ka bryhada, unità militare A0281) è un'unità di fanteria aviotrasportata delle Forze d'assalto aereo ucraine con base a Žytomyr. È considerata una delle più prestigiose ed efficaci unità dell'esercito ucraino.

## Storia
Il 12 dicembre 1992 lo stato maggiore delle Forze armate dell'Ucraina emanò una direttiva per la creazione del 95º Centro di addestramento per le Forze d'assalto aereo presso la base di Korbutovka, a Žytomyr. La formazione delle prime unità terminò nel luglio 1993, e il 2 novembre venne effettuato il primo lancio col paracadute. Nel 1996 il centro venne trasformato nella 95ª Brigata aeromobile, organizzata su tre battaglioni. Fra la fine degli anni 90 e i primi anni 2000 molti militari della brigata presero parte alle missioni di peacekeeping in Libano, Sierra Leone, Repubblica Democratica del Congo, Liberia, ex-Jugoslavia, Kosovo e Iraq.
In seguito allo scoppio della guerra del Donbass nel 2014 la brigata venne trasferita a est, dove prese parte alla battaglia di Kramators'k e all'assedio di Slov"jans'k. Nell'agosto 2014 l'unità, rinforzata da elementi della 25ª Brigata aviotrasportata, 30ª Brigata meccanizzata e 51ª Brigata meccanizzata, compì un profondo raid dietro le linee nemiche, combattendo per 450 km e distruggendo o catturando numerosi carri armati e pezzi d'artiglieria nemici prima di ritornare alle linee ucraine. Questa azione, passata alla storia come il Grande Raid del 2014, permise all'esercito ucraino di liberare le proprie unità rimaste intrappolate fra il territorio occupato dalle forze separatiste e il confine russo. Nell'autunno del 2014 elementi della brigata sono stati distaccati per andare a costituire il 90º Battaglione dell'81ª Brigata aeromobile.
La brigata partecipò anche alla difesa dell'aeroporto di Donec'k alla fine del 2014 e alla battaglia di Debal'ceve nel febbraio 2015. Nel 2016 ha ricevuto la specializzazione ed è diventata la 95ª Brigata d'assalto aereo. Il 2 dicembre 2019 il 13º Battaglione della brigata è stato intitolato al colonnello Taras Senjuk, comandante del 1º Battaglione morto la battaglia di Slov"jans'k nel 2014.

### Guerra russo-ucraina
Durante l'invasione russa dell'Ucraina del 2022 la brigata è stata schierata in Donbass, difendendo in particolare la città di Barvinkove dalle forze russe provenienti da Izjum. Il 28 giugno è stata insignita del titolo onorifico "Per il Valore e il Coraggio" dal presidente ucraino Volodymyr Zelens'kyj. Durante l'estate è stata impiegata in durissimi combattimenti per tamponare una falla nella difesa nell'oblast' di Luhans'k, riuscendo a mantenere l'area e rallentare il nemico ma a costo di perdere buona parte del proprio potenziale offensivo. Nel mese di settembre ha preso parte alla controffensiva ucraina nella regione di Charkiv, in particolare operando da sud verso Izjum di concerto con la 4ª Brigata corazzata. In seguito al successo dell'operazione la brigata ha proseguito verso nordest, contribuendo alla liberazione di Lyman e attaccando le posizioni russe a sud di Svatove. A gennaio 2023 ha condotto un tentativo di attacco verso Kreminna da sud, contemporaneamente alla manovra della 25ª Brigata aviotrasportata da nord. Nei mesi successivi ha continuato a operare nel settore della foresta di Kreminna. Nel giugno 2023, supportando l'azione della 111ª e 126ª Brigata di difesa territoriale, ha respinto un tentativo di attacco russo portato avanti dalla 76ª Divisione d'assalto aereo proveniente da Kreminna. Fra agosto e settembre il 2º Battaglione della brigata è stato distaccato a nord per fornire supporto alla 14ª Brigata meccanizzata nella difesa del settore di Kup"jans'k da un'offensiva condotta dalla 1ª Armata corazzata delle guardie. Alla fine di ottobre il battaglione è stato invece rischierato nei pressi di Mar"ïnka.
Il 21 novembre 2023, in occasione della Giornata delle Forze Aviotrasportate, la brigata ha ricevuto il titolo onorifico di "Polesia", regione storica dell'Ucraina settentrionale. Il nuovo comandante della brigata, colonnello Oleh Apostol, il 18 febbraio 2024 è stato insignito del titolo di Eroe dell'Ucraina per i meriti conseguiti durante i due anni di guerra in cui era al comando di un battaglione dell'80ª Brigata d'assalto aereo.
Alla fine di marzo il 2º Battaglione è tornato ad essere schierato nel settore di Kreminna, dove ha respinto un assalto meccanizzato russo in direzione di Terny. Alla fine di giugno la brigata è stata trasferita a Torec'k in seguito all'intensificarsi dell'offensiva russa in direzione della cittadina. A partire dal 14 agosto parte della brigata è stata impiegata durante l'offensiva ucraina nell'oblast' di Kursk. Il 20 agosto il 1º Battaglione ha tagliato le vie di accesso al villaggio di Malaja Loknja, parzialmente circondando elementi della 18ª Divisione fucilieri motorizzata. I reparti della brigata di stanza a Torec'k hanno invece respinto numerosi assalti russi in direzione di Šumy e Zalizne durante la prima settimana di settembre. A metà settembre elementi della brigata hanno oltrepassato il confine russo nel Gluškovskij rajon insieme al 225º Battaglione d'assalto ed elementi della 21ª Brigata meccanizzata, attaccando alle spalle le posizioni della 155ª Brigata fanteria di marina e minacciando l'accerchiamento di numerose forze russe a sud del fiume Sejm. A metà ottobre l'unità, insieme a elementi della 47ª Brigata meccanizzata, dell'82ª Brigata d'assalto aereo e della 36ª Brigata fanteria di marina, ha inflitto numerose perdite ai reparti meccanizzati 155ª Brigata russa nel corso di diversi scontri nell'area fra Sudža e Korenevo, distruggendone l'equivalente di oltre un battaglione. Durante la seconda settimana di novembre, con elementi della 47ª Brigata meccanizzata e della 17ª Brigata meccanizzata pesante, ha respinto i nuovi attacchi contro il saliente ucraino nell'oblast' di Kursk condotti dalla 155ª e dall'810ª Brigata fanteria di marina e da due reggimenti della 106ª Divisione aviotrasportata delle guardie; le forze russe impiegate hanno perso uomini e veicoli da combattimento pari a circa tre battaglioni. In particolare la 95ª Brigata ha inflitto pesanti perdite all'810ª Brigata russa nell'area del villaggio di Pogrebki. Alla fine di novembre la brigata, in particolare il 2º Battaglione, ha ricevuto in dotazione gli M2 Bradley statunitensi.

## Struttura
- Comando di brigata[17]
- 1º Battaglione d'assalto aereo (unità militare A1568)
- 2º Battaglione d'assalto aereo (unità militare A1679)
- 13º Battaglione d'assalto aereo "Eroe dell'Ucraina colonnello Taras Senjuk" (Žytomyr, unità militare A1910)[49]
- 4º Battaglione aeromobile
- Compagnia corazzata (T-80BV)
- Gruppo d'artiglieria
  - Batteria acquisizione obiettivi
  - Battaglione artiglieria campale (2A18 D-30)
  - Battaglione artiglieria semovente (2S1 Gvozdika)
  - Battaglione artiglieria lanciarazzi (BM-21 Grad)
- Battaglione artiglieria missilistica contraerei (9K35 Strela-10)
- Compagnia ricognizione
- Compagnia genio
- Compagnia supporto aereo
- Compagnia logistica
- Compagnia manutenzione
- Compagnia comunicazioni
- Compagnia difesa NBC
- Compagnia medica
- Compagnia cecchini

## Simboli
Lo stemma della brigata, come tutti quelli delle Forze d'assalto aereo, ha come colore dominante l'amaranto, simbolo della forza armata. Al centro vi è raffigurata un'aquila dorata e armata d'argento, in posizione di attacco, che richiama i paracadutisti che entrano in battaglia dal cielo e rappresenta il coraggio e la prontezza costante a svolgere missioni di combattimento.

## Comandanti
- Maggior generale Vitalij Rajevs'kyj
- Colonnello Oleksij Kinzers'kyj
- Colonnello Viktor Čabanenko
- Colonnello Anatolij Chortjuk
- Tenente colonnello Volodymyr Borčuk
- Tenente colonnello Oleksandr Švec'
- Colonnello Oleh Huljak (2007 - 2010)[51]
- Colonnello Stanislav Čumak (2010 - gennaio 2013)[52]
- Colonnello Mychajlo Zabrods'kyj (gennaio 2013 - marzo 2015)[53]
- Colonnello Oleh Hut' (marzo 2015 - dicembre 2018)[54]
- Colonnello Maksym Myrhorods'kyj (dicembre 2018 - agosto 2021)[55][56]
- Colonnello Dmytro Bratiško (agosto 2021 - febbraio 2024)[57]
- Colonnello Oleh Apostol (febbraio 2024 - novembre 2024)[58][59]
- Colonnello Ruslan Maryšev (novembre 2024 - in carica)[60]